# Cabinet Den Uyl
Pour les articles homonymes, voir Den Uyl.
Royaume des Pays-Bas
Biesheuvel II Van Agt I
Le cabinet Den Uyl (en néerlandais : Kabinet-Den Uyl) est le gouvernement du Royaume des Pays-Bas entre le 11 mai 1973 et le 19 décembre 1977, durant la vingt-quatrième législature de la Seconde Chambre des États généraux.

## Historique du mandat
Dirigé par le nouveau Premier ministre travailliste Joop den Uyl, anciennement ministre des Affaires économiques, ce gouvernement est constitué et soutenu par une coalition entre le Parti travailliste (PvdA), le Parti populaire catholique (KVP), le Parti antirévolutionnaire (ARP), le Parti politique des radicaux (PPR) et les Démocrates 66 (D'66). Ensemble, ils disposent de 97 représentants sur 150, soit 64,7 % des sièges de la Seconde Chambre.
Il est formé à la suite des élections législatives anticipées du 29 novembre 1972.
Il succède donc au second cabinet minoritaire du chrétien-démocrate Barend Biesheuvel, constitué par le KVP, le Parti populaire libéral et démocrate (VVD), l'ARP et l'Union chrétienne historique (CHU). Il s'agit d'un gouvernement transitoire (en néerlandais : rompkabinet) chargé de diriger le pays jusqu'aux élections législatives.

### Formation
Au cours du scrutin, le PvdA confirme sa position de premier parti du pays et accroît son avance sur le KVP, qui se trouve lui-même talonné par le VVD. À l'issue du dépouillement, aucune majorité ne se dégage clairement à la chambre basse des États généraux.
La reine Juliana désigne le 4 décembre le vice-président du Conseil d'État Marinus Ruppert comme « informateur ». Il rend son rapport le 30 janvier 1973 et recommande de nommer un représentant du PvdA « formateur ». Deux jours plus tard, le conseiller d'État travailliste Jaap Burger se voit confier une telle mission. Il retourne son mandat à la souveraine le 4 avril, faute d'avoir pu convaincre la CHU de rejoindre la majorité qu'il entendait constituer entre le Parti travailliste, les D'66, le KVP, l'ARP et le PPR, ce qui a conduit les deux autres formations chrétiennes à se retirer.
Juliana appelle alors le ministre de la Justice Dries van Agt, du Parti populaire catholique, et le sénateur Wil Albeda, du Parti antirévolutionnaire, aux fonctions d'informateur. En deux semaines, ils arrivent à convaincre leurs partis respectifs d'entrer au gouvernement, bien que l'Union chrétienne historique maintienne sa position de refus. Burger et Ruppert se voient alors confier le 23 avril une seconde missions d'information afin de finaliser l'accord de majorité. À cette occasion, le Parti politique des radicaux décide de rejoindre la nouvelle majorité.
Le nouvel exécutif, qui compte 15 ministres dont une femme, est assermenté par la reine Juliana le 11 mai, soit cinq mois et 12 jours après les élections législatives. Ce délai de 151 jours constituait à l'époque un record aux Pays-Bas. Pour le KVP, l'ARP et le PPR, ce gouvernement est considéré comme « extra-parlementaire », c'est-à-dire fondé sur un accord d'investiture mais non un accord de coalition, une vision contestée par le PvdA et les D'66. C'est la première fois, en outre, que le Parti politique des radicaux et les Démocrates 66 participent au cabinet.

### Succession
À la suite d'un désaccord sur la politique foncière, le cabinet chute le 22 mars 1977. Il est alors chargé de l'expédition des affaires courantes jusqu'aux élections législatives anticipées, convoquées le 25 mai. Au cours de ce scrutin, le Parti travailliste conquiert plus d'un tiers des sièges, étant talonné par le nouvel Appel chrétien-démocrate (CDA), qui fédère le KVP, l'ARP et la CHU. Le centre droit ayant conquis une majorité nette, Dries van Agt parvient à former son premier gouvernement 208 jours après le scrutin.

## Composition
| Poste                                                                                             | Titulaire | Titulaire                                              | Parti |
| ------------------------------------------------------------------------------------------------- | --------- | ------------------------------------------------------ | ----- |
| Premier ministre Ministre des Affaires générales                                                  |           | Joop den Uyl                                           | PvdA  |
| Vice-Premier ministre Ministre de la Justice                                                      |           | Dries van Agt (jusqu'au 08/09/1977)                    | KVP   |
| Vice-Premier ministre Ministre de la Justice                                                      |           | Gaius de Gaay Fortman                                  | ARP   |
| Ministre des Affaires étrangères                                                                  |           | Max van der Stoel                                      | PvdA  |
| Ministre de la Coopération pour le développement                                                  |           | Jan Pronk                                              | PvdA  |
| Ministre des Affaires intérieures Ministre des Affaires du Suriname et des Antilles néerlandaises |           | Gaius de Gaay Fortman                                  | ARP   |
| Ministre de l'Éducation et de la Science                                                          |           | Jos van Kemenade                                       | PvdA  |
| Ministre de la Politique scientifique                                                             |           | Boy Trip                                               | PPR   |
| Ministre des Finances                                                                             |           | Wim Duisenberg                                         | PvdA  |
| Ministre de la Défense                                                                            |           | Henk Vredeling (jusqu'au 31/12/1976) Bram Stemerdink   | PvdA  |
| Ministre du Logement et de l'Aménagement du territoire                                            |           | Hans Gruijters                                         | D'66  |
| Ministre des Transports et des Eaux                                                               |           | Tjerk Westerterp                                       | KVP   |
| Ministre des Affaires économiques                                                                 |           | Ruud Lubbers                                           | KVP   |
| Ministre de l'Agriculture et de la Pêche                                                          |           | Tiemen Brouwer (jusqu'au 01/11/1973) Fons van der Stee | KVP   |
| Ministre des Affaires sociales                                                                    |           | Jaap Boersma                                           | ARP   |
| Ministre de la Culture, des Loisirs et du Travail social                                          |           | Harry van Doorn                                        | PPR   |
| Ministre de la Santé publique et de la Protection de l'environnement                              |           | Irene Vorrink                                          | PvdA  |